# Ян Францішек Стадницький
Ян Францішек Стадницький (іноді Ян Адам Стадницький гербу Шренява (пол. Jan Adam Stadnicki; 1656 — 13 серпня 1713, Красностав) — польський шляхтич, урядник, державний, політичний і військовий діяч Речі Посполитої. Волинський воєвода.

## Життєпис
Народився 1656 року. Батько — Вікторин Стадницький, мати — дружина батька Тереса Томіславська.
Військову службу розпочав до 1667 року в складі панцерної корогви, якою після 1668 року командував польний коронний гетьман Дмитро Юрій Вишневецький. У 1673—1679 роках мав ранг поручника. 19 жовтня 1685 отримав королівську декларацію щодо призначення його на посаду хорунжого надвірного коронного. З 1693 року вживав заходів для отримання посади волинського воєводи.
Був фундатором будівництва мурованого костелу святої Катерини у с. Воютичі. 1713 року фундував кляштор кармелітів босих в Загір'ї (Заґожу) коло Сянока.
Помер 13 серпня 1713 року в м. Красностав. Був похований 28 лютого 1714 року в м. Лісько.

### Сім'я
Дружина — Александра Барбара Стадницька, її батько — Анджей Самуель Стадницький. Одружилися 1678 року, вона привнесла йому значні маєтності як посаг, зокрема, «панство ліське». Діти:
- Юзеф Ігнацій (1686—1715), зять Юзефа Мнішека
- Казімеж (1696—1718) — староста лібуський, зять Скшинського
- Анна (?—1733) — дружина Пйотра Константія Стадницького

Внучка — дружина волинського воєводи Юзефа Кантія Оссолінського Тереза зі Стадницьких.